# Trinidad, Bolivia
Trinidad este un oraș din Bolivia, capitala provinciei Cercado din departamentul Beni.